# Чукчагирское озеро
Чукчаги́рское о́зеро — крупное пресноводное озеро в районе имени Полины Осипенко Хабаровского края в бассейне реки Амгунь.
Глубина до 6 метров. Площадь зеркала 366 км², с островами — 386 км². Много высоких (более 50 м) лесистых островов, есть также плавучие — сплавни. Два крупных острова (Джалу и Годбаньки) разделяют озеро на три плёса.
Берега извилистые, в северной части низкие болотистые. На северо-восточном берегу посёлок Чукчагир.
Вытекающая река Ольджикан (Ольгин) впадает в реку Амгунь. Питание снеговое, дождевое и грунтовое. Ледостав с конца октября — начала ноября до мая.